# La Vernotte
La Vernotte település Franciaországban, Haute-Saône megyében. Lakosainak száma 77 fő (2022. január 1.). La Vernotte Frasne-le-Château, Étrelles-et-la-Montbleuse, Les Bâties, Saint-Gand és La Romaine községekkel határos.

## Népesség
A település népességének változása:
| Lakosok száma | 69   | 73   | 74   | 76   | 77   | 78   | 78   | 78   | 77   |
|               | 2013 | 2015 | 2016 | 2017 | 2018 | 2019 | 2020 | 2021 | 2022 |